# Liste des réserves de biosphère en Suède
La Suède compte sept réserves de biosphère (en suédois : Biosfärområden) reconnues par l'Unesco ainsi que deux sites candidats dans le cadre du programme sur l'homme et la biosphère. 
La première réserve de biosphère de Suède était le lac Torneträsk en 1986, mais le site ne convenant plus aux critères proposés en 1995, il fut retiré de la liste en 2010.

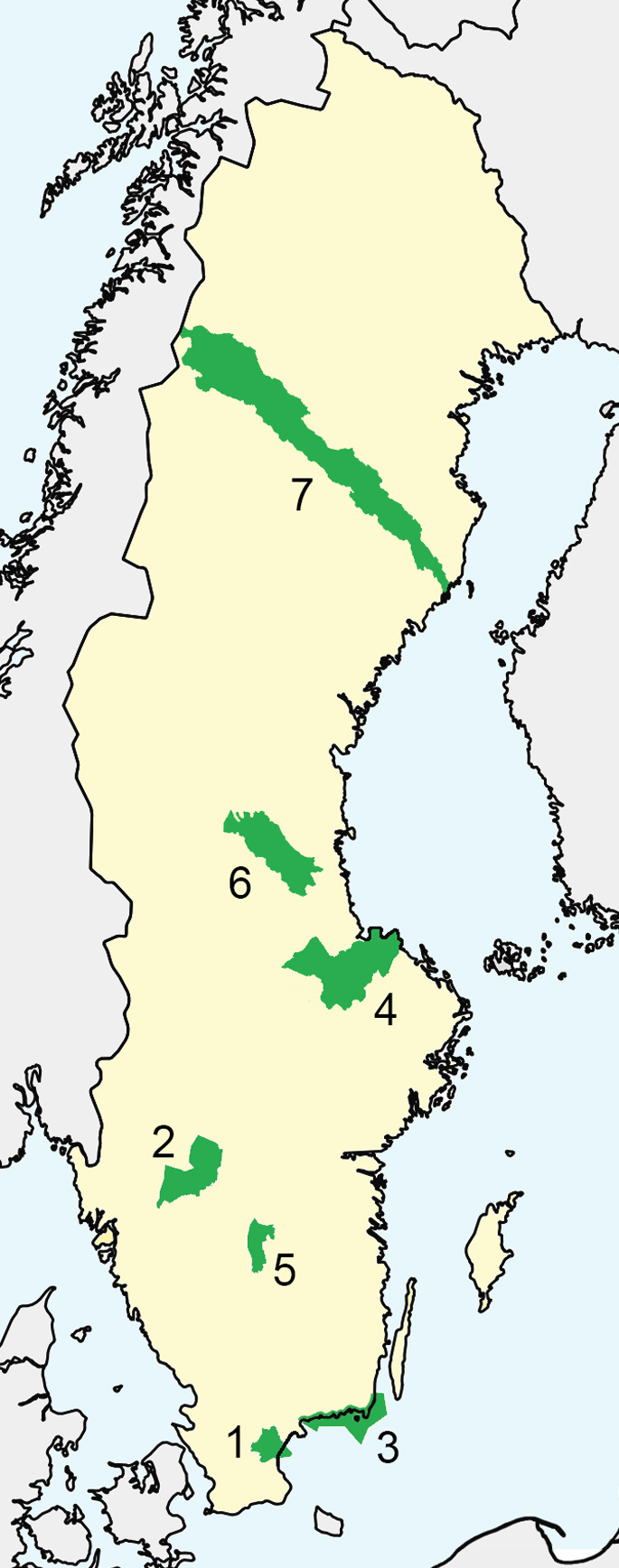
Carte des réserves de biosphère suédoises

## Liste
1. Kristianstads Vattenrike (2006) : un ensemble de zones humides autour du point le plus bas de Suède.
2. Archipel du lac Vänern et Kinnekulle (2010) : un archipel lacustre et une colline à l'écologie unique.
3. L'Archipel Blekinge  (2011) : un archipel de la mer Baltique avec des milliers d'îles et îlots.
4. Paysage de la rivière Nedre Dalälven (2011) : une section du fleuve Dalälven à la rencontre entre le Nord et le Sud.
5. Le Paysage de l’est du Lac Vättern (2012) : un paysage varié, avec les reliefs de la côte Est marqué par une grande faille et les doux paysages de Visingsö.
6. La vallée de la Voxnan (2019) : paysage allant de vastes forêts de taïga au nord-ouest aux zones agricoles près des côtes.
7. Vindelälven - Juhttátahkka (2019) : Des montagnes de Vindelfjällen à la côte, le long d'une rivière protégée contre l'exploitation hydroélectrique.